# Jonas Holøs
Jonas Holøs (* 27. August 1987 in Sarpsborg) ist ein norwegischer Eishockeyspieler, der seit Mai 2022 erneut bei Sparta Sarpsborg aus der Eliteserien unter Vertrag steht.

## Karriere

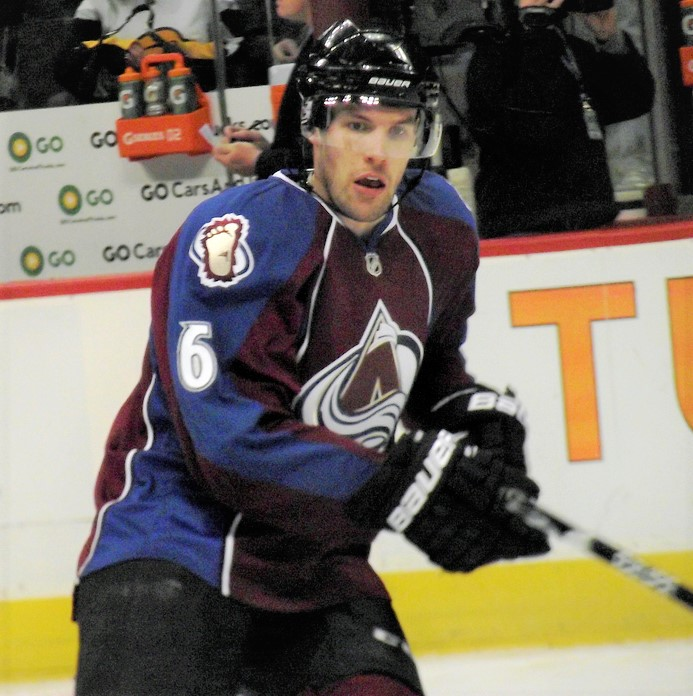
Holøs im Trikot der Colorado Avalanche.

Jonas Holøs begann seine Karriere als Eishockeyspieler in seiner Heimatstadt in der Jugend von Sparta Sarpsborg, für dessen Profimannschaft er in der Saison 2003/04 sein Debüt in der Eliteserien gab. In den folgenden vier Jahren war der Verteidiger stets Stammspieler in der höchsten norwegischen Spielklasse. Anschließend wurde er im NHL Entry Draft 2008 in der sechsten Runde als insgesamt 170. Spieler von der Colorado Avalanche ausgewählt. Zunächst blieb der Rechtsschütze allerdings in Europa und erhielt im Sommer 2008 einen Vertrag bei Färjestad BK in der schwedischen Elitserien, mit dem er in der Saison 2008/09 auf Anhieb Meister wurde.
Am 26. Mai 2010 unterschrieb er einen Entry-Level-Vertrag bei der Colorado Avalanche. Zum Saisonbeginn 2010/11 stand Holøs im NHL-Kader des Teams und debütierte am 16. Oktober 2010 in der National Hockey League, als er im Spiel gegen die New York Islanders auf dem Eis stand. Nachdem er zwischenzeitlich ins Farmteam zu den Lake Erie Monsters in die American Hockey League geschickt worden war, kehrte der Norweger für wenige Spiele nach Colorado zurück, ehe er wieder ins Farmteam beordert wurde.
Zwischen Oktober 2011 und März 2013 spielte er für Växjö Lakers Hockey in der Elitserien, ehe er von Lokomotive Jaroslawl aus der Kontinentalen Hockey-Liga unter Vertrag genommen wurde.
Nach zwei Spielzeiten in der KHL kehrte Holøs nach Schweden zurück und unterschrieb einen Zweijahresvertrag bei seinem ehemaligen Klub, dem Färjestad BK. Nach Ablauf seines Vertrages bei Färjestad entschloss sich Holøs zu einem Wechsel in die Schweiz, wo er von Fribourg-Gottéron aus der National League verpflichtet wurde. Zur Saison 2019/20 wurde er vom Linköpings HC unter Vertrag genommen, der Verteidiger unterschrieb für zwei Jahre in die SHL.
Mitte 2021 gaben die Kölner Haie aus der DEL bekannt, dass Holøs einen Einjahresvertrag in der Domstadt unterschrieben habe. Aufgrund einer Knieverletzung konnte er nur einige wenige Spiele für die Haie absolvieren und entschloss sich 2022, zu seinem Heimatverein zurückzukehren.

### International
Für Norwegen nahm Holøs im Juniorenbereich an der U18-Junioren-B-Weltmeisterschaft 2005, der U18-Junioren-Weltmeisterschaft 2004 sowie den U20-Junioren-B-Weltmeisterschaften 2005 und 2007 und der U20-Junioren-Weltmeisterschaft 2006 teil.

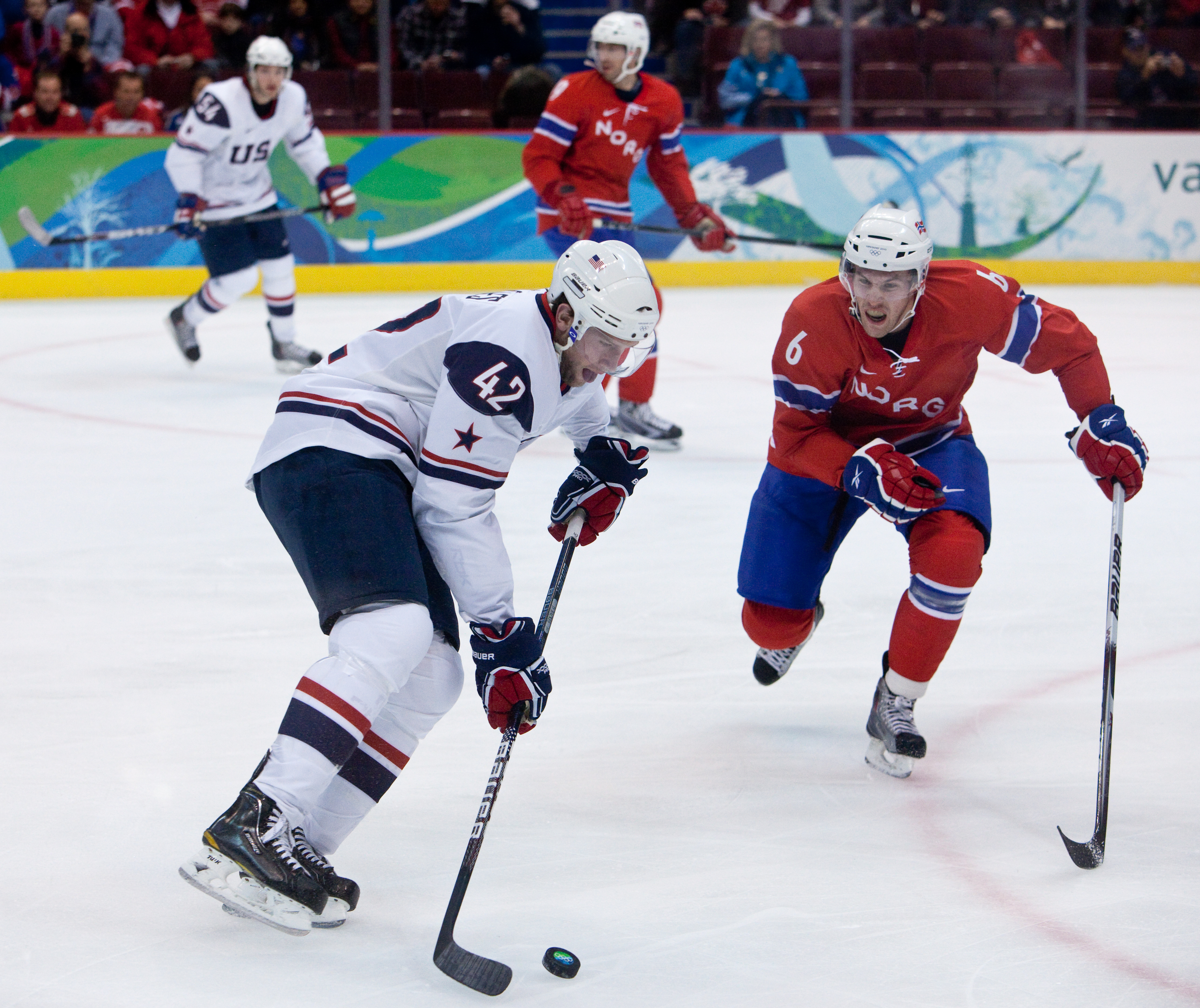
Holøs (re.) im Nationaltrikot (2010)

Im Seniorenbereich stand er 15 mal in Folge im Aufgebot seines Landes bei den A-Weltmeisterschaften 2006, 2007, 2008, 2009, 2010, 2011, 2012, 2013, 2014, 2015, 2016, 2017, 2018, 2019 und 2021, sowie bei den Olympischen Winterspielen 2010 in Vancouver, Olympischen Winterspielen 2014 in Sotschi und Olympischen Winterspielen 2018 in Pyeongchang und bei den olympischen Qualifikationsturnieren.
Seit 2017 ist er Kapitän der Nationalmannschaft.

## Erfolge und Auszeichnungen
- 2008 GET-ligaen All-Star-Team
- 2009 Schwedischer Meister mit Färjestad BK
- 2014 Gullpucken (Spieler des Jahres in Norwegen)

### International
- 2005 Aufstieg in die Top-Division bei der U18-Junioren-Weltmeisterschaft der Division I
- 2005 Aufstieg in die Top-Division bei der U20-Junioren-Weltmeisterschaft der Division I

## Karrierestatistik

### International
(Legende zur Spielerstatistik: Sp oder GP = absolvierte Spiele; T oder G = erzielte Tore; V oder A = erzielte Assists; Pkt oder Pts = erzielte Scorerpunkte; SM oder PIM = erhaltene Strafminuten; +/− = Plus/Minus-Bilanz; PP = erzielte Überzahltore; SH = erzielte Unterzahltore; GW = erzielte Siegtore; 1 Play-downs/Relegation; Kursiv: Statistik nicht vollständig)